# Lista de episódios de The Naked Brothers Band
Segue, abaixo, uma lista de episódios da série The Naked Brothers Band.
| Temporada | Temporada | # Episódios | Exibição original | Estreia da temporada | Final da temporada  |
| --------- | --------- | ----------- | ----------------- | -------------------- | ------------------- |
|           | 1         | 17          | 2007              | 3 de Fevereiro, 2007 | 20 de Outubro, 2007 |
|           | 2         | 16          | 2008              | 21 de Janeiro, 2008  | 6 de Junho, 2008    |
|           | 3         | 12          | 2008–2009         | 18 de Outubro, 2008  | 13 de Junho, 2009   |

## Episódio Piloto
| # | Título                                                                  |
| --- | ----------------------------------------------------------------------- |
| 1–3 | "The Naked Brothers Band: O Filme" "The naked brothers band: the movie" |
| O filme conta a vida dos irmãos Nathaniel Marvin Wolff (Nat Wolff) e Alexander Drapper Wolff (Alex Wolff), eles fazem parte de uma banda de rock infantil, junto com seus amigos: David, Thomas e Cooper, a banda atravessa o estrelado e chega a ser primeiro lugar nas paradas de sucesso nos EUA. Eles juntos atravessaram o turbulento mundo da adolescência. Participação Especial: Cyndi Lauper, Julianne Moore, Uma Thurman, Ricki Lake, Ann Curry, Arsenio Hall, Nancy Wilson, Gretchen Egolf, James Badge Dale, Barbara eda-Young, David Thornton, Ken Olin, Mel Harris, Melanie Mayron, Patricia Wettig, Polly Draper, Peter Horton, John B. Williams. Músicas: "Crazy Car", "Motormouth", "Got No Mojo", "If There Was a Place to Hide", "I Need You", "That's How It Is", "Hardcore Wrestlers", "Rosalina". |                                                                         |

## 1ª temporada: 2007
| # | Título                                                      |
| --- | ----------------------------------------------------------- |
| 4 | "VMA's" "VMA's"                                             |
| The Naked Brothers Band é convidada para o prêmio de Vídeo e Música (VMA's), por causa da música "Banana Smoothie". Todos ficam muito nervosos. Jesse lê o horóscopo de Nat e Alex, e acaba deixando-os nervosos. Quando a banda também lê o horóscopo deles, todos ficam preocupados de não ganhar o prêmio por culpa de Nat e Alex. Por fim, a The Naked Brothers Band ganha o prêmio de "melhor vídeo musical" por sua canção, "Banana Smoothie". Participação Especial: Snoop Dogg. Músicas: I'm Out e Banana Smoothie |                                                             |
| 5 | "Grito de Choro dos Irmãos Wolff" "Wolff Brothers Cry Wolf" |
| A banda está filmando um videoclipe chamado Sometimes I'll Be There, e Nat interpreta um gênio da lâmpada que precisa chorar no final do videoclipe, porém ele não consegue. Alex e Nat fazem uma aposta, que Nat vai dar para Alex, $ 10, toda vez que ele chorar e conseguir o que quer. Alex então consegue convencer Sonny e Jesse, então Nat dar-lhe $ 10 falsos. Por fim, Nat e Alex fazem uma persegição no sat de gravação, então Alex decide soltar uma tigela de uvas de concreto no pé Nat, o que faz ele chorar de dor. Músicas: Sometimes I'll be there |                                                             |
| 6 | "Nat é Uma Comédia" "Nat is a Stand-Up Guy"                 |
| Nat quer provar para todos que ele é mais engraçado do que Alex, especialmente para Rosalina (que acha que caras engraçados são caras corajosos), então ele decide assistir alguns programas de comédia, mas acaba sendo um desastre total. Por fim, ele acaba fazendo todos da casa de show "Bumbum do macaco" rirem quando ele lê o que Alex escreveu sobre ele em um caderno de anotações. Participação Especial: George Lopez Músicas: Catch Up with the End, I Indeed Can See e Crazy Car |                                                             |
| 7 | "Pescando Amor" "Fishin' For Love"                          |
| A banda decide ir à praia por um dia. David e Thomas ficam com inveja de Nat, porque ele tem todas as meninas só para ele. Alex e Jesse tentam quebrar um recorde mundial. Enquanto isso, Nat tenta lembrar Rosalina de quando ela beijou-o no rosto durante um show em Chicago. Músicas: Fishin' for Love |                                                             |
| 8 | "A Linha de Roupas do Alex" "Alex's Clothing Line"          |
| Alex lança uma linha de roupas novas e está muito feliz com isso, até que ele vê que todos os fãs estão usando a roupa e fingindo ser ele. Isso faz Alex ficar louco, porque todos acreditavam ele é o falso Alex. Enquanto isso, Nat escreve uma canção sobre uma menina de cabelos loiros e Rosalina acha que ele tem uma namorada, mas Nat só fez isso para o que resto da banda não ficasse provocá-o sobre ser apaixonado por Rosalina. Músicas: Beautiful Eyes |                                                             |
| 9 | "Puberdade" "Puberty"                                       |
| Alex pensa que Nat chegou à puberdade, porque a voz de Nat mudou, mas é apenas um resfriado. Alex fica com raiva de Jesse, porque ela vai a um encontro com os adoráveis irmãos Timmerman. Alex usa uma barba falsa e pelos nas axilas para convencer Jesse que ele está passando pela puberdade. Músicas: Taxi Cab |                                                             |
| 10 | "Rebelde e Skatista" "A Rebel and a Skateboarder"           |
| Rosalina quer lutar com Nat, mas ele não quer lutar com uma menina. Alex foge para o parque porque Jesse ainda está namorando os irmãos Timmerman. Quando Alex está no parque de skate, ele conhece uma garota chamada Juanita, que é fã da banda The Naked Brothers Band, e Alex fica apaixonado por ela. Depois, Alex retorna para a banda. Músicas: I Could Be |                                                             |
| 11 | "Os Homens Precisam de Uma Diarista" "A Man Needs a Maid"   |
| Nat e Alex tem uma noite do pijama com a banda (com exceção de Rosalina). A casa está uma bagunça, assim Cooper contrata um especialista em limpeza chamada Betty (Catherine Curtain), que não limpa nada. Quando Sonny volta para casa, parece que ele está tendo um interesse em Betty e ela parece estar interessada nele, fazendo com Nat e Alex se preocupem com seu futuro. Músicas: Banana Smothie |                                                             |
| 12 | "Primeiro Beijo" "First Kiss(On The Lips, That Is)"         |
| Quando Nat e Rosalina descobrem o que têm que beijar um ao outro em seu novo vídeo, eles ficam tanto nervoso, mas por razões diferentes. Rosalina é conflituosa sobre seus sentimentos por Nat - afinal, ela é uma adolescente e ele tem apenas 11. Ela implora o diretor de reformulação e ele faz, a criação de um concurso para uma garota de sorte para ser a primeira menina que nunca Nat beijo nos lábios. Nat é ferido e sua amizade com Rosalina torna-se tensas, principalmente quando o vencedor do concurso, Daisy (Shyenne Melendez), é muito bonita, menina doce que todo mundo gosta, incluindo Nat. Mais tarde, porém, Rosalina, sentindo-se culpado, tenta ajeitar as coisas, então ela lhe dá seu primeiro beijo na boca em seu camarim. Músicas: Long Distance |                                                             |
| 13 | "A Música" "The Song"                                       |
| Nat e Alex escrevem a canção exatamente o mesmo para Juanita e seus amigos na casa de acolhimento. Acontece que sua mãe (que morreu, mas não na vida real) cantou a música para eles quando eram pequenos. Seu pai revela a Nat e Alex que Betty e ele está indo firme. Nat e Alex também obter um cachorro chamado Lucky, que é hipoalergênico, de modo Betty deixar seu pai buscá-la para eles. Músicas: Nowhere (I Miss My Family), L.A. |                                                             |
| 14–15 | "Batalha Das Bandas" "Battle of the Bands"                  |
| The Naked Brothers Band e outra banda, o LA Surfers, estão competindo em um "Banda vs Banda" evento beneficente Little Kids Rock, uma organização sem fins lucrativos que oferece gratuitamente aulas de instrumentos para crianças em escolas de baixa renda pública. Rosalina começa a cair para o vocalista da LA Surfers, Bobby Love. Irrita Nat que Rosalina é ver o vocalista do adversário. Acontece que o Bobby é apenas namoro Rosalina chegar a Nat e está mentindo sobre tudo (ou seja: sotaque britânico, com medo de balões, não escrever suas próprias canções). Nat e Bobby luta e declarar, em uma conferência de imprensa que o evento de caridade é agora uma competição e segue a banda perder em seu próximo CD vai para a caridade.Após tentativas frustradas de Nat Rosalina para dizer a verdade sobre o Bobby, ele e a banda zombar dela, e ela sai. Ela diz Bobby o que aconteceu (o que a banda pensou sobre ele), Rosalina lança música dela no lixo, e quando ninguém está olhando, Bobby rouba-lo. No concerto, a banda de Bobby execuções nova música de Nat que ele roubou de Rosalina. Ela descobre que Bobby é falso, e corre para os abraços Nat chorando, e pede desculpas a The Naked Brothers Band Existe uma rede de balões de cima do palco e Rosalina puxa a corda. Balões cair todo da banda de Bobby e sua falsa identidade é revelada. The Naked Brothers Tocar nova música de Nat, "Girl Of My Dreams", dedicado a Rosalina. Ganhando a batalha da bandas. Participação Especial: Keli Price. Músicas: L.A., Girl of My Dreams |                                                             |
| 16 | "Clones Alienígenas" "Alien Clones"                         |
| Nat escreve uma nova música chamada Alien Clones, porém Alex leva essa ideia a sério e fica com medo de que todos ao seu redor sejam realmente clones alienígenas. Alex fica ainda mais assustado quando vê Jesse com uma nova tatuagem que diz "Gus 4-E". Alex pensa que ela é um clone alienígena, então decide espioná-la. Por fim, eles começam a ouvir barulhos estranhos e correm ao redor da casa com medo. Mais tarde eles descobrem que o barulho veio de Sonny e, em seguida, Rosalina aparece e diz-lhes que Jesse está namorando um cara chamado Gus 4E que mora em apartamento./br> Músicas: Run e Alien Clones |                                                             |
| 17 | "A Gente Já Fez Rock Disso" "Been There, Rocked That"       |
| Nat e Alex chutar fora de sua turnê com um piquenique imprensa exibição de vídeos musicais e contar as histórias por trás de algumas das suas músicas favoritas de uma temporada. Músicas: Banana Smoothie, Taxi Cab, Fishin' for Love, Run, Long Distance |                                                             |

## 2ª Temporada: 2008
| # | Título |
| --- | --- |
| 18-19 (1-2) | "Ajudantes" "Sidekicks"                                                                                     |
| Nat e Alex estão indo à sua festa do Fundamental II, o tema é figurinos de super-heróis. Jesse apresenta suas duas irmãs: Tessy e Bessy. Nat descobre que a festa de sua escola é no mesmo dia da festa da escola de Rosalina, que está no Ensino Médio. Rosalina vai ao baile com o cara mais popular da escola (Wade), e Patrice (a arquirrival de Rosalina) vai ao baile com Nat. Por fim, Wade e Patrice ficam juntos e Rosalina e Nat dançam juntos./br> Músicas: Don't Want To Go to School e Mystery Girl | |
| 20 (3) | "A Grande Viagem" "Great Trip"                                                                              |
| Nat, Alex e Jesse tentam ganhar uma viagem para o paraíso das crianças (um enorme parque aquático), e para que isso aconteça, eles precisam achar um sinal vermelho em uma lata de comida para cães. David acaba ganhando a viagem e decidi levar Nat e Sonny como seus acompanhantes. Nat deixa Alex no comando da banda durante sua viagem, porém Alex vira um ditador autoritário. Rosalina e o resto da banda decidem pregar uma peça em Alex./br> Músicas: Great Trip e Motormouth | |
| 21 (4) | "Três é o Bastante" "Three is Enough"                                                                       |
| Cooper convida Patty Scoggins para ir ao cinema, porém ele fica nervoso. Nat então convida Rosalina para ir ao cinema para acompanhar Cooper. Jesse convida o vizinho debaixo para ir ao cinema, porém os irmãos Timmerman sabotam o encontro dela. Alex e Juanita tambem vão ao cinema. Por fim, toda a banda e Sonny vão ao cinema./br> Músicas: Three is Enough e Tall Girls, Short Girls...You | |
| 22 (5) | "Programa de Entrevistas" "The Talk Show"                                                                   |
| Nat fica perturbado quando um crítico chamado Sam Lee dá à sua canção Banana Smoothie uma crítica negativa. No entanto, ele fica animado quando ele e Alex são informados de que irão entrevistar Joel Madden. Mas quando Alex descobre que ele namorou com o Jesse no Kids Choice Awards, ele fica irritado e diz a Nat, que ele não fará a entrevista. Nat descobre que ele tem entrevista Sam Lee, que na verdade é uma menina. Na entrevista, Alex tenta manter Jesse longe de Joel, enquanto Sonny e Betty tentam conseguir uma entrevista com Joel Madden. Nat acaba ajudando Sam Lee a escrever uma música. Por fim, Sonny e Betty perseguem Sam Lee pensando que ela é Joel Madden, enquanto a banda canta a música Banana Smoothie./br> Participação Especial: Joel Madden (vocalista do Good Charlotte) Músicas: Banana Smothie e Proof of my Love | |
| 23 (6) | "O Barmitzvah" "The Bar Mitzvah"                                                                            |
| Cooper prepara um Barmitzvah, porém ele mostra uma fita de vídeo onde ele revela alguns segredos dele mesmo./br> Participação Especial: Tony Hawk Músicas: If You Can Make Through The Rain | |
| 24 (7) | "O tio Miles" "Uncle Miles"                                                                                 |
| O irmão gêmeo de Sonny, o tio Miles, vem visita-los. Alex diz que todos os irmãos mais novos são melhores do que os irmãos maiores. Eles descobrem que Betty está apaixonada por seu tio Miles. Alex e Nat fazem uma competição para saber se os irmãos mais novos são melhores do que os irmãos maiores e Rosalina e Cooper jugam a competição. Músicas: Changing | |
| 25 (8) | "Turnê de Verão da Naked Brothers Band" "Concert Special #2"                                                |
| A banda realiza um show na frente de uma plateia ao vivo com canções novas e antigas. Músicas: Body I Occupy, Mystery Girl, Three is Enough, Your Smile, Eventually, I'm Out, I don't Want go to School | |
| 26 (9) | "Segredos da Turnê de Verão da Naked Brothers Band" "Secrets of the Summer Tour of The Naked Brothers Band" |
| Nat e Alex estão disfarçados de Nerds e mostram os segredos da turnê de verão da banda. Músicas: Body I Occupy, Mystery Girl, Three is Enough, Your Smile, Eventually, I'm Out, I don't Want go to School | |
| 27 (10) | "Todo Mundo Já Chorou Pelo Menos Uma Vez" "Everybody's Cried at Least Once"                                 |
| A banda se prepara para sair em turnê. Os membros da banda enfrentam problemas diferentes: Sonny ainda está chateado por seu rompimento com Betty, o pai de Rosalina está se divorciando pela quarta vez e quase não conseguiu chegar a tempo para dizer tchau para ela e David é proibido de levar ET (sua cadela) para a turnê. A mãe de Qaasim o trata como um bebê, e não para de cantar a música Long Distance. No final do episódio, tudo dá certo, e eles partem tranquilos. Participação Especial: George Lopez Músicas: Everybody Cried at Least Once | |
| 28 (11) | "Cleveland" "Cleveland"                                                                                     |
| A banda começa sua turnê no Centro-Oeste. Os fãs são loucos e os companheiros de banda estão incomodados porque Nat recebe toda a atenção. Rosalina fica com ciúmes. Uma senhora louca que entrevistou a banda disse que Thomas adora as meninas da Cleveland, mas na verdade ele disse que adora as meninas de Vênus. No final, a banda realiza um show em Cleveland e Thomas canta uma canção que ele escreveu intitulado Rule Boys, Girls Drool, mas mudou a expressão para o concerto de Girls Rule, Boys Drool em homenagem às meninas de Cleveland. Músicas: Body I Occupy | |
| 29 (12) | "A feira Municipal" "The County Fair"                                                                       |
| A banda para na feira do condado, onde cada um participar em diferentes atividades. Para não serem reconhecidos pelas fãs, todos na banda se vestem como meninas (menos Rosalina que se veste como um menino). Nat e Rosalina vão em um concurso de equitação de touro. Alex entra em um concurso de beleza. Qaasim, David e Thomas participam do concurso de quem pega o porco. Músicas: Tall Girls, Short Girls...You, Crazy Car | |
| 30 (13) | "Show na feira Municipal" "County Fair Concert Special"                                                     |
| A banda faz um show em Condado. Músicas: Motormouth, Taxi Cab, Great Trip, Crazy Car, Banana Smoothie, I'll do Anything, Tall girls, Short Girls...You e Run | |
| 31-32-33 (14-15-16) | "Ursos Polares" "Polar Bears"                                                                               |
| O próximo show da banda The Naked Brothers Band será em Nova Orleães, onde Alex e Nat encontram seus amigosque eles não viam a sete anos. Nat começa a sair com sua amiga Grace, o que deixa Rosalina com ciúmes. Jesse ouve falar sobre um filme engraçado de um cara "com olhos brilhantes" e leva Alex para ve-lo. O filme fala sobre o aqueciento global. Depois que Alex assistiu esse filme, ele se tornou obcecado por salvar os ursos polares por causa do aquecimento global. No final, Nat descobre que Rosalina pensou que ele estava apaixonado por Grace. Ele então disse: "Não, eu te amo Rosalina, como é que ela não sabe que eu amo ela", mas Nat não sabia que ela estava na sala e ouviu tudo. Depois disso, Nat e Rosalina se abraçam e se beijam. A banda então coloca dinheiro no jantar de Estado e dá-lo à uma instituição de caridade que ajuda os ursos polares. Participação Especial: George Lopez e Phil Collins Músicas: I'll do Anything, Eventually, I've got I question, Flying Away e Why | |

## 3ª Temporada: 2008-2009
| # | Título                                                |
| --- | ----------------------------------------------------- |
| 34-35 (1-2) | "Garota Misteriosa" "Mystery Girl"                    |
| The Naked Brothers Band está fazendo um grande filme, mas esse projeto está longe de ser tranquilo. Nat descobre que Rosalina está fazendo de tudo para sair do filme. Depois, ele descobre que ela está prestes a sair em um cruzeiro de seis meses ao redor do mundo. Enquanto isso, Alex descobre que ele vai beijar sua amiga Juanita no filme. Qassim, Thomas e David querem descobrir quem vai substituir Rosalina no filme. Por fim, Nat terá que beijar a cantora e atriz Miranda Cosgrove no longa-metragem. Participação especial: Miranda Cosgrove Músicas: I Don't Want To Go to School,Scary World,Face in the Hall e Blueberry Cotton e Your Smile |                                                       |
| 36-37 (3-4) | "Operação Mojo" "Operation Mojo"                      |
| Quando Nat vê em um tabloide a foto de Rosalina beijando um outro garoto na boca, durante o cruzeiro de seis meses dela, ele fica irado. Desesperado para tirá-lo de sua melancolia, Alex leva Nat para o deserto, acreditando que ele sobrevive aos perigos da natureza. Ele quer que Nat recupere seu mojo. Mas com tanta coisa em jogo, Alex sabe que o fracasso não é uma opção. Então, ele pede a ajuda de seus companheiros de banda para clandestinamente armarem um palco de manifestações destinadas a fazer Nat acredite que ele é um herói deserto. Músicas: Feel Alone, Curious, Got No Mojo                                                         |                                                       |
| 38 (5) | "Os 6 Supetásticos" "The Supertastic 6"               |
| Esse episódio é um especial de animação. Músicas: Little Old Nita, Body I Occupy |                                                       |
| 39 (6) | "Especial de Natal" "Christmas Special"               |
| Alex está em uma competição com os adoráveis irmãos Timmerman para criar o pior vídeo da internet. Enquanto isso, Nat está triste porque Rosalina beijou aquele garoto durante o cruzeiro de seis meses ao redor do mundo . Participação Especial: Leon Thomas III Músicas: Yes, we can |                                                       |
| 40 (7) | "O sonho do Dia dos Namorados" "Valentine Dream Date" |
| Nat decide ir a um show de namoro. Porém Rosalina faz uma pausa em seu cruzeiro de seis meses para surpresa de Nat para uma visita, mas Nat precisa descobrir como explicar a ela sobre o show namoro. Alex ajuda a sua babá (Jesse) a voltar com seu ex-namorado, Abdul. Enquanto isso, a garota do show de namoro, é a atriz da série Zoey 101, Victoria Justice. No final, Jesse termina com Abdul. Sonny reata seu namoro com Betty. E David, Qassim e Thomas participam do show de namoro no lugar de Zac Efron e Nat . Participação Especial: Victoria Justice Músicas: No night is perfect e Jesse                                                        |                                                       |
| 41-42 (8-9) | "Ídolo Nu" Naked Idol"                                |
| Rosalina reencontra o garoto que ela beijou no cruzeiro de seis meses, porém Nat morre de ciúmes e acaba brigando com ele. Enquanto isso, Alex está decepcionado porque segundo ele,a vida está passando muito rápido. · Participação Especial: David Desrosiers, Tobin Esperance, Dave Atell · Músicas: The World (As We Know It Today), Curious, Rosalina, Eventually, I'm Out, I Feel Alone |                                                       |
| 43-44 (10-11) | "A estréia" ""The Premiere""                          |
| A banda vai estar no tapete vermelho em que estreia seu novo filme. Também é uma grande opção de escolha para a banda se deseja manter seu novo baixista Kristina ou ter Rosalina de volta. Além disso, as coisas dão errado quando Nat tenta encontrar uma data para a estréia. Participação Especial: Victoria Justice Músicas: Fire, Run, Just the Girl I Know, Little Old Nita |                                                       |
| 45 (12) | "Dia de não ir à Escola" ""No School's Fools Day""    |
| A banda está concorrendo para o prêmio sapato fedido. Eles têm que puxar a maior travessura que nunca ganha e quem recebe o prêmio. David e Qaasim raspar metade da cabeça de Thomas, mas acabam ficando presos. Rosalina e Kristina equipa com a filha de um policial e fingir ser pessoas diferentes. Nat finge ser um mimico. Músicas: All I Needed |                                                       |

## Filmes e Especiais
| Título original                    | Título em português              | Data de estréia |
| ---------------------------------- | -------------------------------- | --------------- |
| The Naked Brothers Band: The Movie | The Naked Brothers Band: O Filme | Jà estreou      |
| Battle of the Bands                | A batalha das bandas             | Jà estreou      |
| Sidekicks                          | Ajudantes                        | Jà estreou      |
| Polar Bears                        | Ursos Polares                    | Jà estreou      |
| Mystery Girl                       | Garota Misteriosa                | Jà estreou      |
| Operaction Mojo                    | Operação Mojo                    | Já estreou      |
| Naked Idol                         | Idolo Nu                         | Já estreou      |
| The Premiere                       | A estreia                        | Já estreou      |